# Anaïs Mitchell
Anaïs Mitchell (Montpelier (Condado de Washington), 26 de marzo de 1981) es una música y cantautora estadounidense Mitchell ha publicado entre otros álbumes Hadestown (2010) y Young Man in America (2012). Ha sido descrita como la "reina de la nueva música folk."

## Infancia
El padre de Mitchell es novelista y profesor universitario y la nombró así por la autora Anaïs Nin. Creció en una granja en Addison County, Vermont y después de viajar por Oriente Medio, Europa y Latinoamérica de niña, asistió al Middlebury College.

## Carrera
Empezó a escribir sus primeras canciones a la edad de 17 años y grabó su álbum de debut The Song They Sang When Rome Fell en una tarde sola, en 2002.
En 2003 Mitchell ganó el Nuevo Folk award en el Kerrville Folk Festival. Su álbum Hymns for the Exiled fue publicado en Chicago por Waterbug Records en 2004. Esta grabación atrajo la atención de la cantautora Ani DiFranco, quién le firmó un contrato con Righteous Babe Records.
En 2006 Mitchell estrenó un borrador de su "folk ópera" Hadestown, la cual escribió en colaboración con el arreglista Michael Chorney y el director Ben T. Matchstick. Una versión revisada de Hadestown fue escenificada en 2007. Su tercer álbum, The Brightness, fue publicado ese mismo año en Righteous Babe Records. En 2008 Mitchell fue nominada en la categoría Contemporary Artist en el espectáculo anual de los Folk Alliance awards. En septiembre de aquel mismo año, Righteous Babe publica: Country, un vinilo/CD, EP que Mitchell grabó con la música amiga Rachel Ries.
En abril de 2009 Mitchell apareció en la canción "Miss Independance" en el álbum de Myra Flynn: Crooked Mesures y en la canción "Sadly" en el álbum de Gregory Douglass: Battler.
Su álbum Hadestown fue publicado en la primavera de 2010 con recesiones favorables. Su mánager Slim Moon lo describió como "la historia de Orfeo y Eurydice situada en la Depresión posapocalíptica de Norteamérica. El álbum incluye participaciones como invitados de Ani DiFranco, Greg Brown, Justin Vernon de Bon Iver, Ben Knox Miller de The Low Anthem y The Haden Triplets (Petra, Rachel, and Tanya Haden).
A comienzos de 2012, Mitchell publicó su álbum Young Man in America en Wilderland Records. Mitchell fue la telonera de la gira norteamericana de Bon Iver en el otoño de 2012, la cual incluyó dos espectáculos en el Radio City Music Hall. El álbum fue muy alabado por los críticos como "de los que definen género" y su "segunda obra maestra consecutiva."
A finales de 2012, Mitchell graba siete temas para la colección Child Ballads, compilada por Francis James Child con Jefferson Hamer. El álbum, producido por Gary Paczosa, fue publicado en febrero de 2013.

## Valoración de su obra
Mitchell ha recibido críticas favorables a su estilo musical, sonido e interpretación. Un artículo en la revista Guitarra Acústica llama a Mitchell "tiernamente emotiva" y la compara a Bob Dylan, Leonard Cohen y Gillian Welch. Una revisión en la revista No Depresión describe a Mitchell como "espiritual con inocencia" y dice que "trae a la mente el encanto hippie de Victoria Williams y de la estrella del pop de los 80, Cyndi Lauper". Margaret Reges de Allmusic describe a Mitchell "enraizada como Shawn Colvin, fresca como Joanna Newsom y con la pulsación urbana de Ani DiFranco."

## Discografía
- The Song They Sang... When Rome Fell (2002)
- Hymns for the Exiled (2004) Waterbug Records
- The Brightness (2007) Righteous Babe Records
- Country E.P. (2008) Righteous Babe Records (con Rachel Ries)
- Hadestown (2010) Righteous Babe Records (con Ani DiFranco, Justin Vernon de Bon Iver, Greg Brown y Ben Knox Miller)
- Young Man in America (2012) Wilderland Records
- Child Ballads (2013) Wilderland Records (con Jefferson Hamer)
- Xoa (2014) Wilderland Records
- Anaïs Mitchell (2022) BMG Rights Management (US) LLC

## Galería

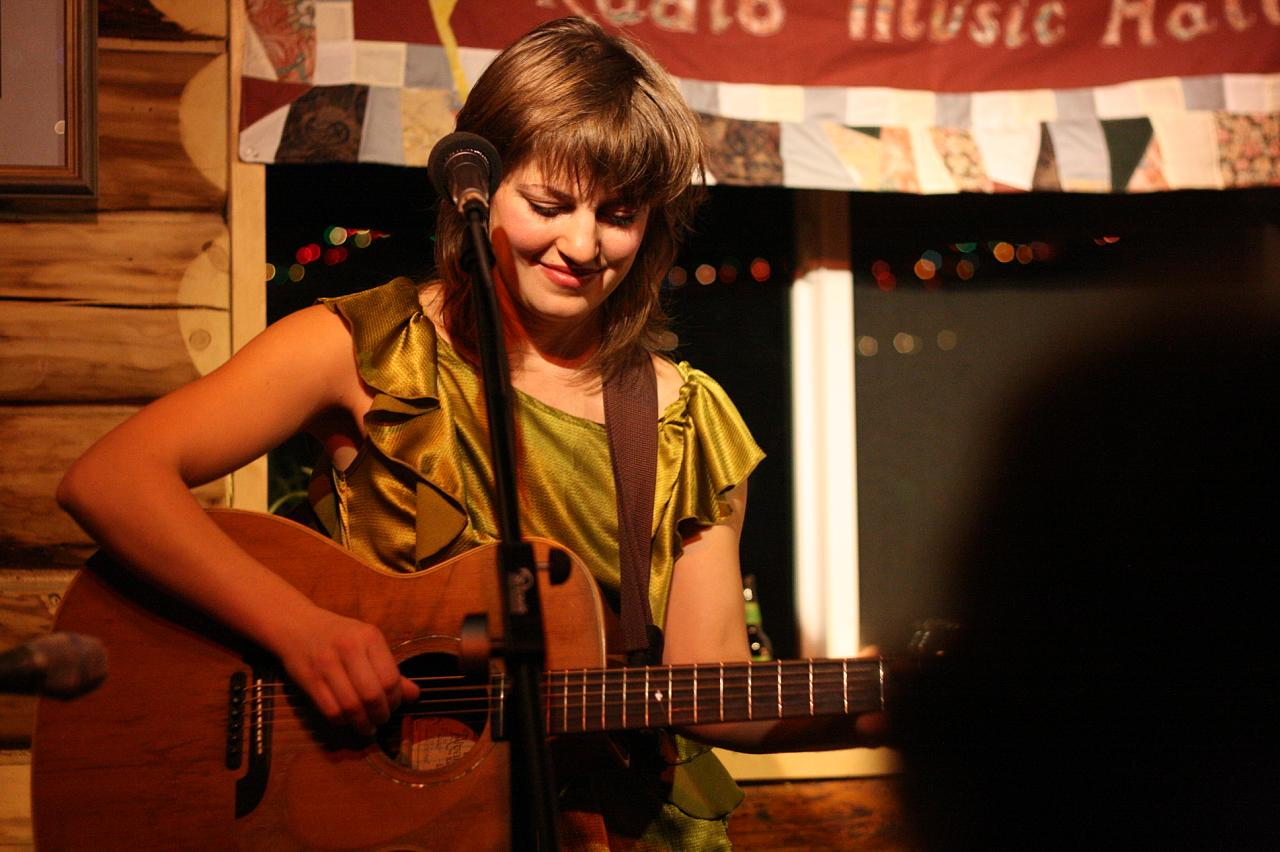
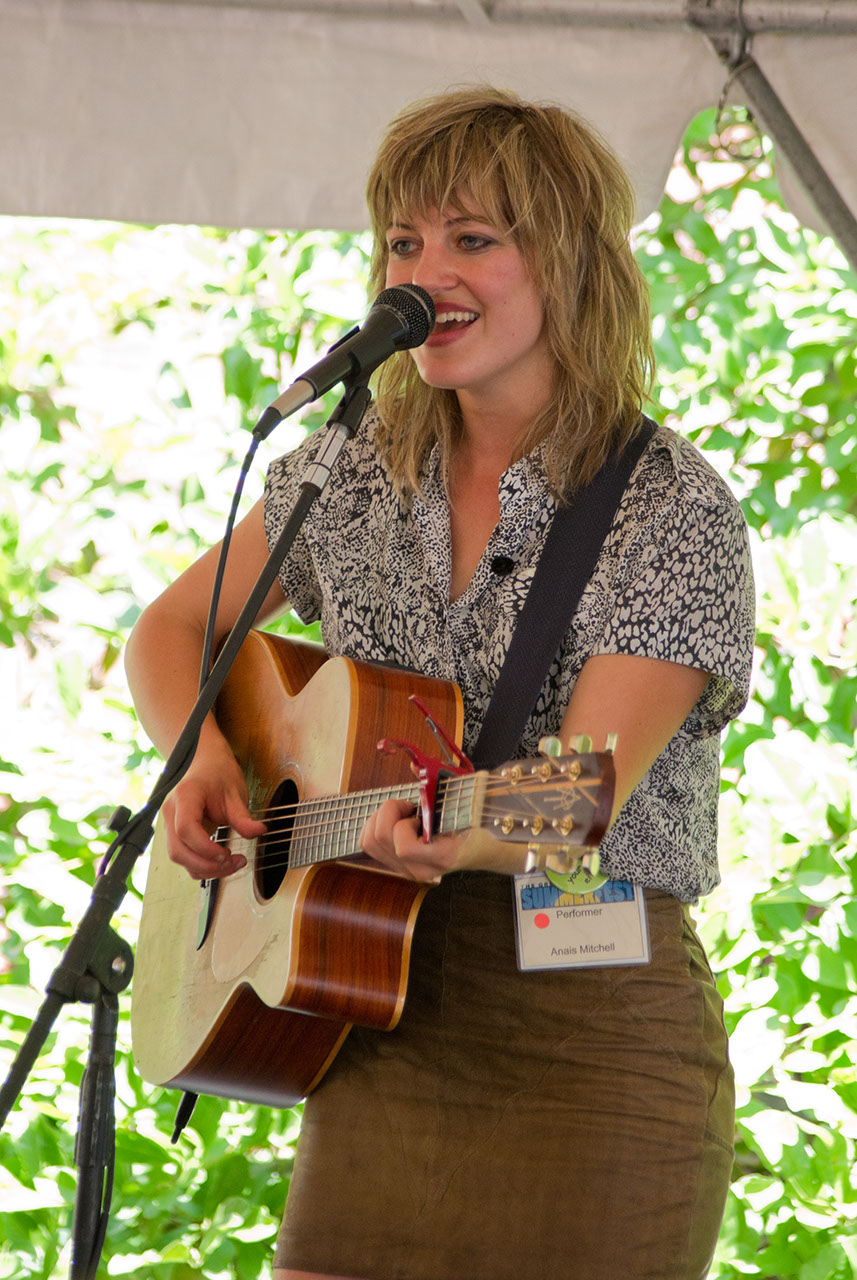
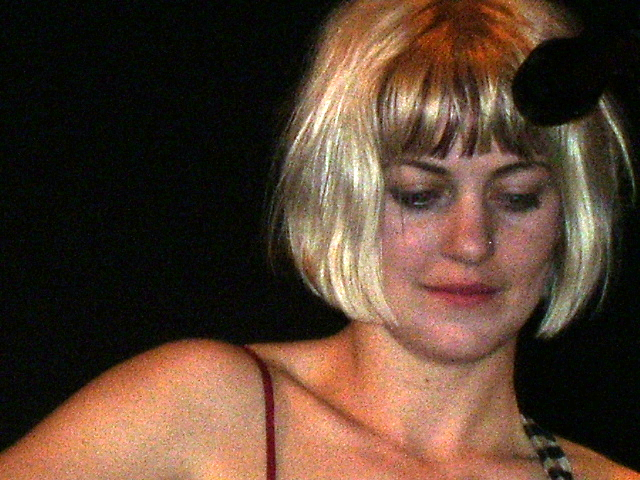
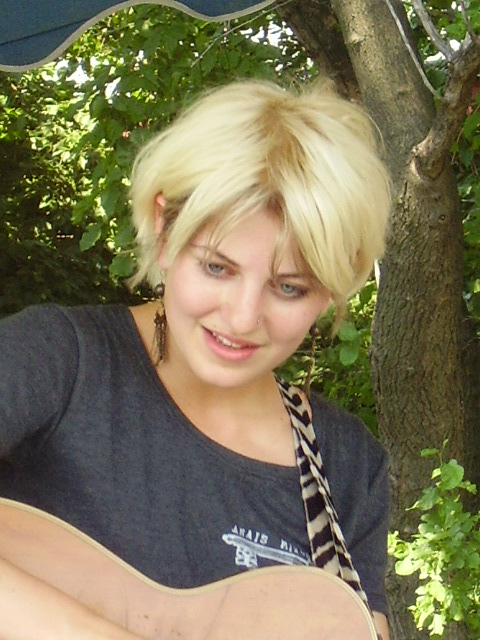